# شهرستان کینگ جورج (ویرجینیا)
شهرستان کینگ جورج، ویرجینیا (به انگلیسی: King George County, Virginia) یک سکونتگاه مسکونی در ایالات متحده آمریکا است که در ویرجینیا واقع شده‌است.

## خصوصیات
شهرستان کینگ جورج ۴۸۶٫۹۲ کیلومترمربع مساحت دارد.